# 杜岸
杜岸（？—549年），字公衡，京兆杜陵人，南北朝南梁官員。
杜岸家世從北邊歸南，定居雍州襄陽，祖父杜靈啓是南齊給事中，父親杜懷寶則是南梁的驍猛將軍、梁州刺史，有兄弟杜嵩、杜岑、杜嶷、杜岌、杜巘、杜崱、杜嵷和杜幼安。杜岸年少就有軍事才幹，愛好合縱連橫的計謀；太清二年（548年），弟弟杜崱跟隨岳陽王蕭詧侵犯荊州，蕭繹與他及弟弟有交情，秘密邀請他們歸順。杜岸與杜崱、弟弟杜幼安、侄子杜龕連夜等夜歸順，蕭繹任命他為持節、平北將軍、北梁州刺史，封江陵縣侯，食邑一千戶。次年（549年），杜岸請求帶領五百名騎兵偷襲在襄陽的蕭詧，蕭繹准許，他就連夜趕路，不過在襄陽城三十里外被發現，就投靠在廣平的兄長南陽太守杜巘。蕭詧派尹正、薛暉等人攻打廣平，俘虜杜岸、杜巘和他們的家人，在襄陽城北門斬首。蕭詧的母親龔保林在眾人面前數落杜岸，杜岸說：「老婦人叫自己的兒子殺叔叔，是枉殺忠良。」蕭詧叫人割去他的舌頭，然後臠殺煮熟，又誅殺杜氏家族，年幼者則執行宮刑，同時開挖杜氏墳墓，焚燒骸骨揚棄，頭骨就造成碗。後來建鄴平定，杜岸兄弟燒燬蕭詧父親昭明太子蕭統的陵墓安寧陵報仇，蕭繹也沒有責怪他們。

## 引用
1. 1 2  《梁書·卷四十六·列傳第四十》：杜崱，京兆杜陵人也。其先自北歸南，居於雍州之襄陽，子孫因家焉。祖靈啓，齊給事中。父懷寶……官至驍猛將軍、梁州刺史。……崱兄弟九人，兄嵩、岑、嵸、岌、嶷、巘、岸及弟幼安，並知名當世。岸，字公衡。少有武幹，好從橫之術。太清中，與崱同歸世祖，世祖以爲持節、平北將軍、北梁州刺史，封江陵縣侯，邑一千戶。
2. 1 2  《南史·卷六十四·列傳第五十四》：杜崱，京兆杜陵人也。其先自北歸南，居於雍州之襄陽，子孫因家焉，父懷寶……嶷位西荊州刺史……崱，嶷弟也。……太清三年，（崱）隨岳陽王來襲荊州，元帝與崱兄岸有舊，密書邀之。崱乃與岸、弟幼安、兄子龕等夜歸元帝……崱兄弟九人，兄嵩、岑、嶷、岌、巘、岸及弟嵷、幼安並知名。岸字公衡，太清中，與崱隨岳陽王察攻荊州，同歸元帝。帝以為北梁州刺史，封江陵縣侯。
3. ↑  《梁書·卷四十六·列傳第四十》：岸因請襲襄陽，世祖許之。岸乃晝夜兼行，先往攻其城，不剋。岳陽至，遂走依其兄巘于南陽，巘時爲南陽太守。岳陽尋遣攻陷其城，岸及巘俱遇害。
4. ↑  《南史·卷六十四·列傳第五十四》：岸請以五百騎襲襄陽，去城三十里，城中覺之。詧夜知其師掩襄陽，以岸等襄陽豪帥，於是夜遁歸襄陽。岸等知詧至，遂奔其兄南陽太守巘于廣平。詧遣將尹正、薛暉等攻拔之，獲巘、岸等並其母妻子女，並斬於襄陽北門。詧母龔保林數岸於眾，岸曰：「老婢教汝兒殺汝叔，乃枉殺忠良。」詧命拔其舌，臠殺而烹之。盡誅諸杜宗族親者，幼弱下蠶室，又發其墳墓，燒其骸骨，灰而揚之，並以為漆惋。及建鄴平，崱兄弟發安寧陵焚之，以報漆惋之酷，元帝亦不責也。